# Musée Frida-Kahlo

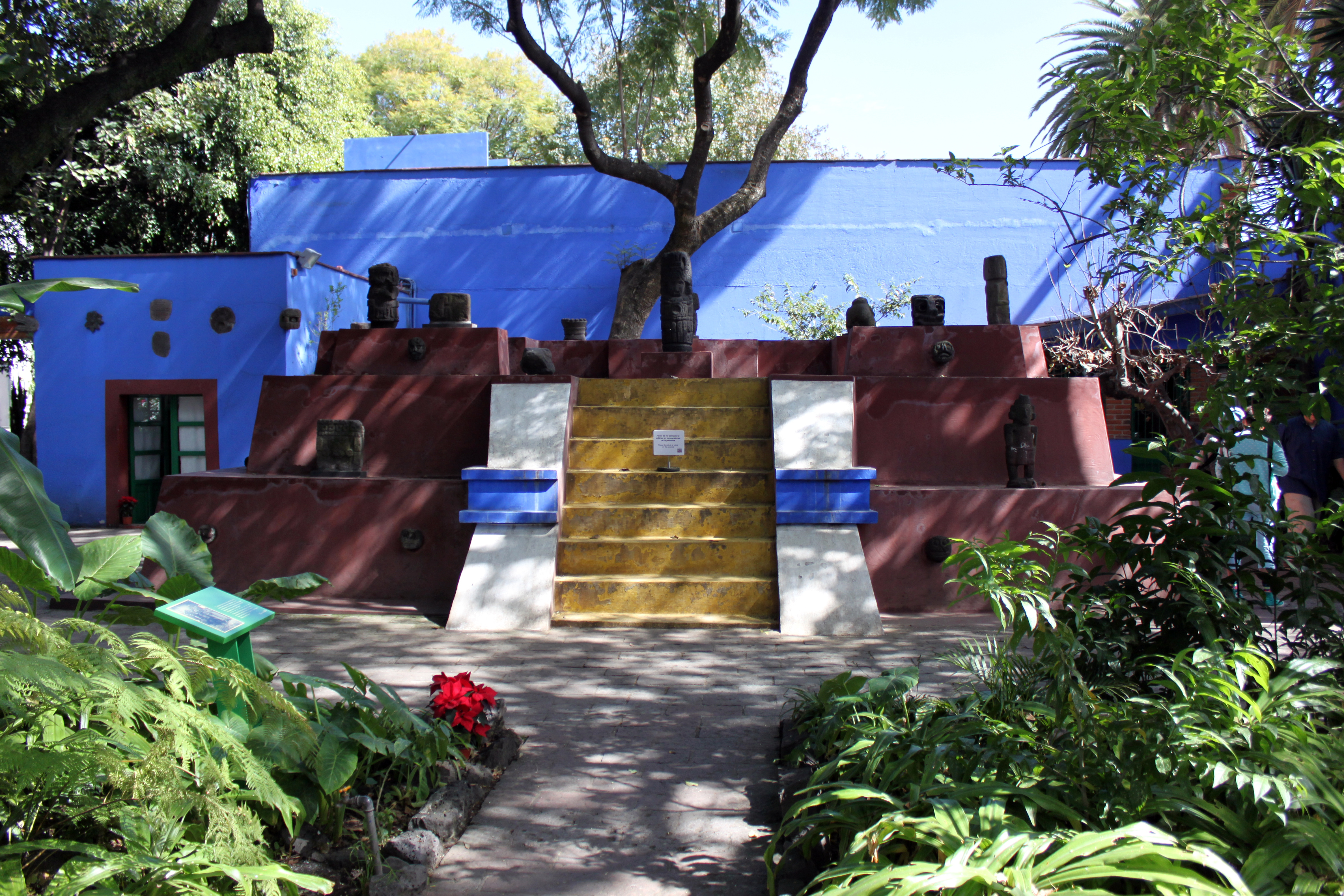
Pyramide présentant des objets précolombiens dans la cour.

La Casa Azul (la Maison bleue), ou musée Frida-Kahlo, se situe dans le centre de Coyoacán, l'une des seize délégations territoriales de l'entité fédérative de Ciudad de Mexico, rue de Londres 247. Il s'agit de la maison natale de l'artiste peintre Frida Kahlo, construite en 1904 et donnée en 1958 par le peintre muraliste Diego Rivera pour en faire un musée. Elle est surnommée « la maison bleue » en raison de la couleur de ses murs extérieurs et intérieurs.
Dans cette belle demeure, l'artiste a vécu la plus grande partie de sa vie ; d'abord avec sa famille et des années plus tard, avec Diego Rivera. De même, d'intéressants visiteurs mexicains et étrangers ont séjourné dans cet endroit, attirés par le couple d'artistes.
Des peintures des deux artistes y sont conservées, par exemple l'Autoportrait à la robe de velours de 1926 ou Le marxisme donnera la santé aux malades de 1954. En outre, des œuvres remarquables d'art populaire, des sculptures précolombiennes, des photographies, des documents, des livres et des meubles y sont exposés.

## Frida Kahlo
Frida Kahlo Calderón est née le 6 juillet 1907 dans la « Maison bleue », et elle y est morte en 1954. Ses cendres sont conservées dans sa chambre de nuit au fond d'une urne précolombienne.

## Trotski
Le 9 janvier 1937, le président Lazaro Cardenas del Rio a accordé l'asile politique à Léon Trotski qui a été hébergé avec sa femme dans la « Maison bleue » pendant deux ans, jusqu’en avril 1939. Une brève liaison que l'on dit passionnée se développa entre Trotski et Frida.